# Reserva Particular do Patrimônio Natural Salto Morato
A Reserva Particular do Patrimônio Natural Salto Morato, conhecida comercialmente como Reserva Natural Salto Morato, é uma Reserva Particular do Patrimônio Natural (RPPN) brasileira localizada no município de Guaraqueçaba, no litoral do Estado do Paraná. Serve de campo a pesquisas científicas e é considerada referência em manejo de reserva natural.

## História
A Reserva Natural Salto Morato foi criada em 1994, quando a Fundação Grupo Boticário de Proteção à Natureza, com apoio financeiro da organização não-governamental (ONG) The Nature Conservancy, adquiriu uma área de 2,340 ha. Ainda no mesmo ano a Reserva passou à categoria de RPPN, estando aberta à visitação pública desde 1996.

## Caracterização da Área
Com 2.253 hectares, a Reserva está localizada em Guaraqueçaba, no litoral do Paraná. Seu bioma é o da Mata Atlântica.

## Atrações

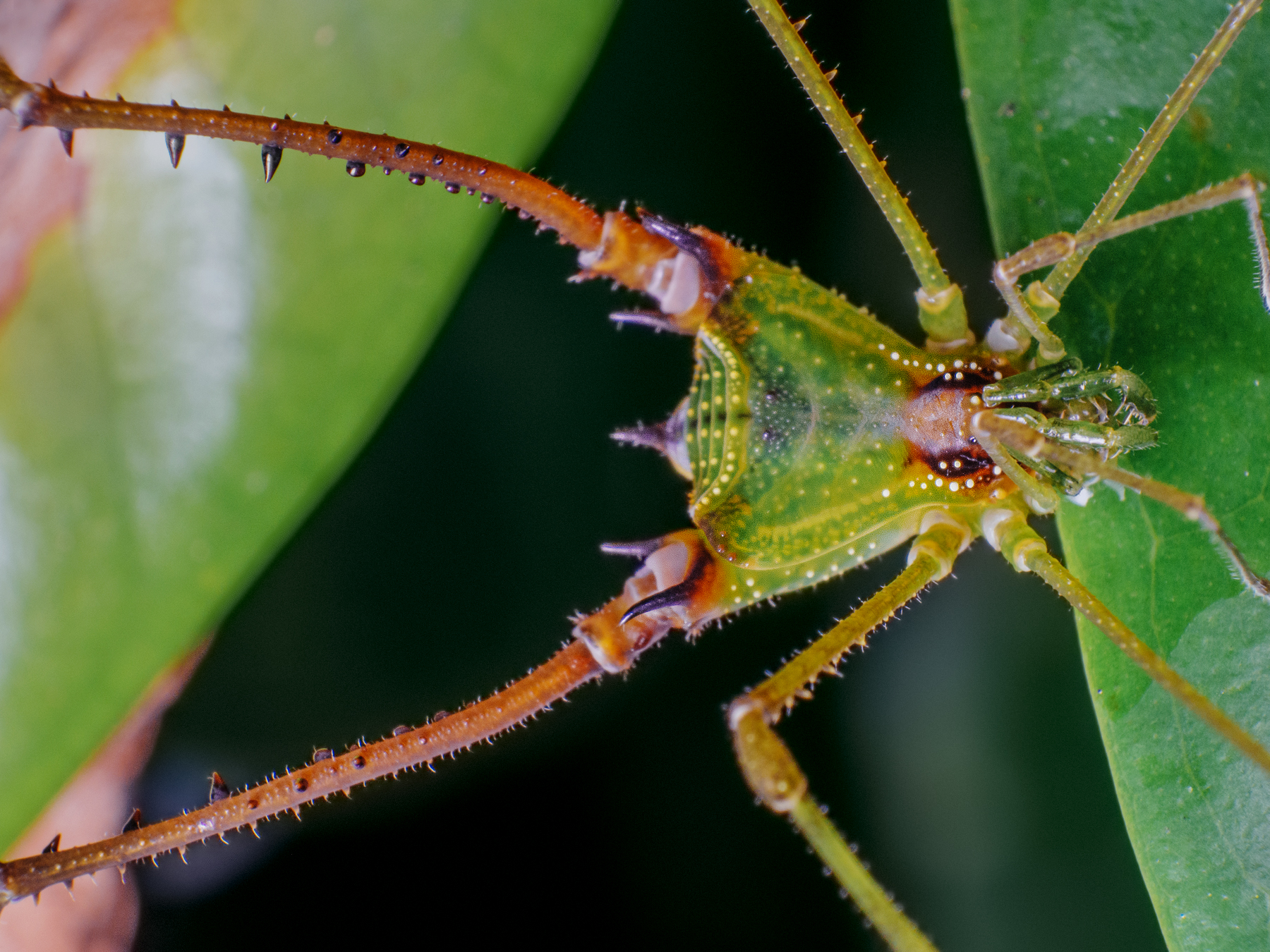
Opilião verde (Iguapeia melanocephala) encontrado em trilha

Dentro da Reserva o visitante encontrá infraestrutura com centro de visitantes, quiosques, camping, alojamento para pesquisadores e centro de capacitação. Trilhas interpretativas levam às paisagens de rara beleza, como o Salto Morato, uma queda d'água de cerca de 100 metros, e a Figueira do Rio do Engenho, com suas raízes atravessando um rio de seis metros de largura.